# North Plymouth (Massachusetts)
North Plymouth é um lugar designado pelo censo localizado no condado de Plymouth no estado estadounidense de Massachusetts. No Censo de 2010 tinha uma população de 3.600 habitantes e uma densidade populacional de 399,65 pessoas por km².

## Geografia
North Plymouth encontra-se localizado nas coordenadas 41° 58′ 30″ N, 70° 40′ 44″ O. Segundo a Departamento do Censo dos Estados Unidos, North Plymouth tem uma superfície total de 9.01 km², da qual 3.23 km² correspondem a terra firme e (64.12%) 5.78 km² é água.

## Demografia
Segundo o censo de 2010, tinha 3.600 pessoas residindo em North Plymouth. A densidade populacional era de 399,65 hab./km². Dos 3.600 habitantes, North Plymouth estava composto pelo 85.86% brancos, o 3.83% eram afroamericanos, o 0.56% eram amerindios, o 1.11% eram asiáticos, o 0.08% eram insulares do Pacífico, o 4.72% eram de outras raças e o 3.83% pertenciam a duas ou mais raças. Do total da população o 2.47% eram hispanos ou latinos de qualquer raça.